# Leptophilypnion
Leptophilypnion — рід крихітних риб родини Eleotridae, ендемічний для басейну Амазонки в Південній Америці. Менше 1 см (0,4 дюйм) за стандартною довжиною вони є найменшими соняшими бичками і перебувають серед найменших риб .  Більші сонячі бички Microphilypnus також зустрічаються в Амазонці  і іноді зустрічаються разом із Leptophilypnion. Донні Leptophilypnion зазвичай зустрічаються в мілководних, стоячих або повільно поточних водоймах серед м’якого сміття, листя або водних рослин. 

## види
Визнаними видами цього роду є: 
- Leptophilypnion fittkaui TR Roberts, 2013
- Leptophilypnion pusillus TR Roberts, 2013